# Fernand Talandier
Pour les articles homonymes, voir Talandier.
Fernand Talandier, né le 15 mai 1872 à Murat et mort le 22 août 1957 à Mauriac, dans le Cantal, est un homme politique français.

## Biographie
Médecin, il est maire de Mauriac de 1912 à 1945, et conseiller général du canton de Mauriac. En 1936, il se présente aux élections législatives sous les couleurs des Radicaux indépendants. Dans un contexte national de victoire des partis de gauche, il bat le député socialiste sortant. À la Chambre des députés, il rejoint le groupe centriste de la Gauche démocratique et radicale indépendante. 
Le 10 juillet 1940, il vote en faveur de la remise des pleins pouvoirs au Maréchal Pétain et se retire dans la ville dont il est maire. Il ne retrouve pas de mandat parlementaire après la Seconde Guerre mondiale.

## Sources
- « Fernand Talandier », dans le Dictionnaire des parlementaires français (1889-1940), sous la direction de Jean Jolly, PUF, 1960 [détail de l’édition]